# Veřejná telefonní síť
Veřejná telefonní síť (anglicky public switched telephone network – PSTN) je celosvětová veřejná komutační telefonní síť. Je tvořena telefonními sítěmi jednotlivých telefonních operátorů, které se skládají z telefonních linek, optických kabelů, mikrovlnných spojů, mobilních sítí, komunikačních satelitů a podmořských telefonních kabelů vzájemně propojených telefonními ústřednami, které umožňují komunikaci mezi libovolnými dvěma telefonními přístroji nebo účastníky kdekoli na světě. Veřejná telefonní síť byla původně tvořena pouze analogovými pevnými telefonními sítěmi; v současnosti je téměř úplně digitalizována a zahrnuje i mobilní telefonní sítě.
Síť je vybudována podle standardů a doporučení ITU-T, které umožňují, aby různé telefonní sítě v různých zemích spolupracovaly. Síť používá jednotný systém telefonních čísel podle doporučení ITU-T E.164.